# Жан Батмаль
Жан Батмаль (фр. Jean Batmale, 10 вересня 1895, По — 3 червня 1973, Ренн) — французький футболіст, що грав на позиції півзахисника. Виступав у складі багатьох французьких клубів, а також у національній збірній Франції. Учасник Олімпійських ігор 1920 і 1924 років. По завершенні ігрової кар'єри — тренер.

## Кар'єра гравця
У дорослому футболі дебютував виступами за команду «Леваллуа», в якій грав до 1919 року. В 1919—1923 роках виступав у паризьких командах «Клуб Франсе», «Кліши» і «Ред Стар». У складі «Ред Стар» став переможцем кубка Франції 1922 року, хоча у фіналі турніру не грав. З 1920 року виступав у складі національної збірної Франції. Учасник Олімпійських ігор 1920 року, де французька команда дісталась півфіналу.

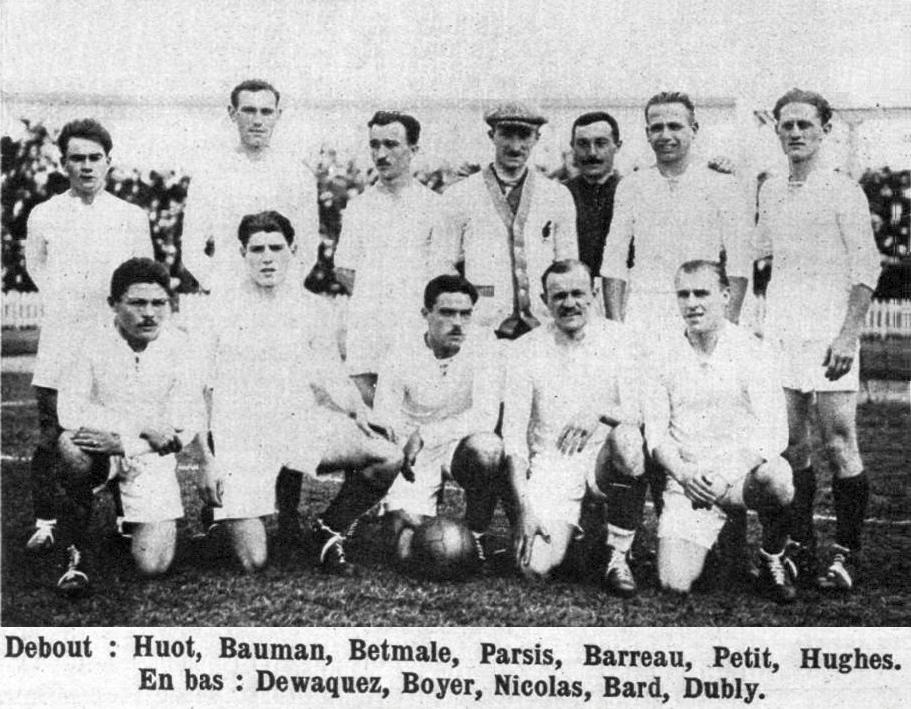
Франція на олімпійських іграх 1920. Батмаль третій зліва у верхньому ряду

В 1922 році виступав у складі збірної Парижа в товариському матчі проти збірної Праги, що завершився поразкою французів з рахунком 0:2.. В 1923 році ще раз зіграв за збірну Парижа. Парижани перемогли збірну Лондона з рахунком 3:1.
В 1924 році грав на Олімпійських іграх в Парижі, де французька команда поступилась в чвертьфіналі збірній Уругваю (1:5).
Також виступав в складі футбольних клубів «Ренн», «Олімпік» (Алес) і «Ніцца».

## Кар'єра тренера
Розпочав тренерську кар'єру відразу ж по завершенні кар'єри гравця, 1932 року, очоливши тренерський штаб клубу «Олімпік» (Алес). З 1936 року тривалий час тренував «Ренн». В часи Другої світової війни певний час тренував «ТА Ренн», а також збірну Ренн-Бретань у воєнному чемпіонаті 1943-1944 для регіональних збірних. Незважаючи на вік 47 років, Батмаль кілька разів виходив на поли, коли його команді не вистачало гравців.
В 1946 році очолив команду «СОРТ Рубе». В 1947-1948 роках працював у клубі «Не-ле-Мін». Запримітив у молодіжній команді клубу перспективного Раймона Копа, майбутньої світової зірки. . Два сезони очолював клуб «Монако». Після цього майже 10 років працював у команді «Стад Бордо».
| Дата       | Місто     | Господарі | Результат | Гості          | Турнір           | Голи | Примітки |
| ---------- | --------- | --------- | --------- | -------------- | ---------------- | ---- | -------- |
| 05/04/1920 | Руан      | Франція   | 0 – 5     | Англія         | товариський матч | -    |          |
| 29/08/1920 | Антверпен | Франція   | 3 – 1     | Італія         | ОІ 1920 - 1/4    | -    |          |
| 31/08/1920 | Антверпен | Франція   | 1 – 4     | Чехословаччина | ОІ 1920 - 1/2    | -    |          |
| 20/02/1921 | Марсель   | Франція   | 1 – 2     | Італія         | товариський матч | -    |          |
| 01/06/1924 | Коломб    | Франція   | 1 – 5     | Уругвай        | ОІ 1924          | -    |          |
| 04/06/1924 | Коломб    | Франція   | 0 – 1     | Угорщина       | товариський матч | -    |          |
| Усього     |           | Матчів    | 6         |                | Голів            | 0    |          |